# Distrikt Chiara (Huamanga)
Der Distrikt Chiara liegt in der Provinz Huamanga in der Region Ayacucho in Südzentral-Peru. Der Distrikt hat eine Fläche 495 km². Beim Zensus 2017 wurden 5698 Einwohner gezählt. Im Jahr 1993 lag die Einwohnerzahl bei 4469, im Jahr 2007 bei 6307 Einwohnern. Die Distriktverwaltung befindet sich in der 3527 m hoch gelegenen Ortschaft Chiara mit 257 Einwohnern (Stand 2017). Chiara liegt 13 km ostsüdöstlich der Provinz- und Regionshauptstadt Ayacucho (Huamanga).

## Geographische Lage
Der Distrikt Chiara liegt im Süden der Provinz Huamanga. Er hat eine Längsausdehnung in NNW-SSO-Richtung von 40 km sowie eine maximale Breite von etwa 19 km. Der Distrikt liegt im Andenhochland. Er reicht im äußersten Norden bis an den Ballungsraum der Regionshauptstadt heran. Der nördliche Distrikt wird über den Río Huata, der Westen über den Río Cachi sowie der Süden über den Río Pampas entwässert.
Der Distrikt Chiara grenzt im Süden an den Distrikt Cangallo, im Südwesten an den Distrikt Los Morochucos (beide in der Provinz Cangallo), im Nordwesten an die Distrikte Vinchos, Socos, Carmen Alto und Distrikt San Juan Bautista, im Nordosten an den Distrikt Tambillo, im Osten an den Distrikt Acocro sowie im Südosten an den Distrikt Vischongo.